# オーストリアン・ショートヘアード・ピンシャー

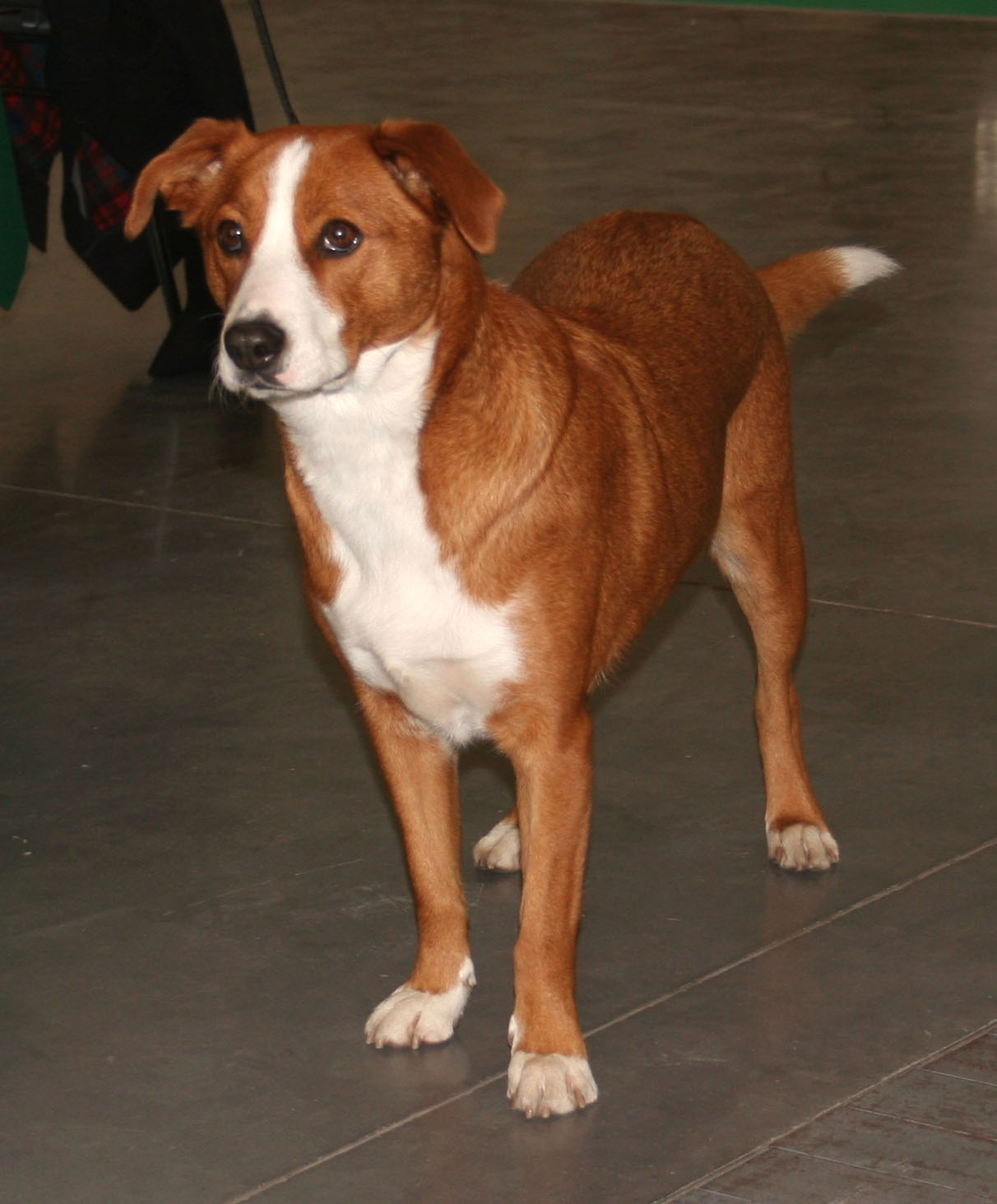
オーストリアン・ショートヘアード・ピンシャー

オーストリアン・ショートヘアード・ピンシャー（英：Austrian Short-haired Pinscher）は、オーストリア原産の犬種のひとつである。この名前の由来は、作出当時「ラフヘアード・ピンシャー」と呼ばれていたスタンダード・シュナウザーと区別するために使用されていた呼称が犬種名として定着したものである。
単にオーストリアン・ピンシャーとも呼ばれ、原産地ではエスターライヒッシャー・クルツハーリガー・ピンシャー（英：Osterreichischer Kurzhaariger Pinscher）と呼ばれる。

## 歴史
19世紀ごろにはすでに犬種として存在していたことを示す記述が見つかっているが、いつごろ誕生した犬種であるかはよくわかっていない。隣国ドイツが原産のジャーマン・ピンシャーの血が入っている、古い土着のピンシャー犬種である。
主に農地での作業を全般的にこなす、万能な犬種である。農場の番犬として見張りをしたり、ネズミを駆除したり、ウサギやキツネをセントハント（嗅覚猟）によって仕留めたり、地中に潜ったこれらを引きずり出して仕留めたりなどした。そのような猟犬としての働きだけでなく、羊や牛を誘導する牧羊犬・牧牛犬として走り回ったり、夜間にそれらを泥棒から守る護畜犬として働くことなどが仕事の全容である。
1900年代には絶滅寸前となるが、1921年に保護活動が開始され、絶滅は免れた。その後、1928年にはオーストリアのケネルクラブで公認登録を受けるも、第二次世界大戦の戦禍により再び同数を大きく減らしてしまう。しかしその時はクラブのメンバーが純血犬を保護して各地に疎開するなどして守り抜き、生き残った個体をブリーディングして頭数を回復することができた。
現在も大半の犬はオーストリアで飼育されていて、実用犬としてだけでなくペットやショードッグとしても飼育されている。国際畜犬連盟（FCI）公認後は他のヨーロッパ圏内の国でも飼育されるようになったが、まだ世界的には珍しい犬種のひとつであることに代わりはない。

## 特徴
筋肉質で引き締まった体を持つ、脚が少し長めのピンシャーである。マズルの長さは普通だが、あごの力は強靭である。耳は垂れ耳、尾は背のほうを向いて自然に湾曲した刺し尾。コートはショートコートで、毛色は茶系で背などに黒っぽい色が混じったものをベースとし、マズルやブレーズ、のど、腹部、足先、尾先などにホワイトのマーキングが入ったもの。体高35〜50cm､体重12〜16kgの中型犬で、性格は明るく陽気だが、仕事柄により警戒心が強い。番犬として働くために吠え声が発達し、大きいだけでなくなかなか鳴きやまない様になっている。この点は実用犬としては非常に優秀な点だが、集合住宅での飼育には向かない。家族に対しては友好的で、非常に遊び好きな性格だが、見知らぬ人には軽々しくなじもうとはしない。運動量は普通で、かかりやすい病気は関節疾患などがある。